# 哈里·里科贝内
哈里·「駝背佬」·里科貝內（英語：Harry "The Hunchback" Riccobene，1909年7月27日—2000年6月19日）是一名費城犯罪家族的高級成員，在1981年老大菲利普·泰斯塔死後的幫派鬥爭中成為重要人物。
他出生於意大利西西里島的恩納，父親是老馬里奧·里科貝內（Mario Riccobene, Sr.），母親是安娜·奇馬里（Anna Cimmari）。他的父親馬里奧離開費城去西維珍尼亞州的煤礦找工作，並於1913年加入他。他的父親最終在南費城找到了石匠的工作。1925年，哈里的親生母親死於不明原因，馬里奧收養了在1918年流感大流行期間母親去世的兩個侄子羅伯特（Robert）和小馬里奧（Mario Jr.）。到了1960年代，他與妻子伊夫琳（Evelyn）分居。他是馬里奧、羅伯特和恩里科·里科貝內（Enrico Riccobene）的繼兄。他說話的聲音高亢，隨著年齡的增長，他留起了長長的白胡子。一位候選陪審員在里科貝內的一次刑事審判中形容他看起來像「一個小聖誕老人」。他的合法生意包括費城、紐約州揚克斯和維珍尼亞州列治文的電視機顯像管公司。他的被捕記錄包括攜帶暗器、盜竊和持有麻醉毒品。有一次，里科貝內因麻醉毒品定罪而在監獄中度過一段時間。
里科貝內是費城長期的黑社會人物，他在1927年成為禁酒令黑幫老大薩爾瓦托雷·薩貝拉手下的一名士兵。里科貝內目睹過暴力事件的發生，從安傑洛·布魯諾在未經批准下被謀殺，以及菲利普·泰斯塔取代布魯諾。泰斯塔在管理家族一年後，在他的家中被一枚釘子炸彈炸死。隨後，尼科代莫·斯卡爾福成為家族老大。里科貝內為了爭奪新澤西州大西洋城的家族生意控制權，率領一個幫派對抗斯卡爾福。斯卡爾福的顧問法蘭克·蒙特通知他的手下，他要殺掉里科貝內，接管他的高利貸和非法賭博業務。蒙特找到里科貝內的同父異母弟弟馬里奧·里科貝內，要求馬里奧設圈套殺害里科貝內。然而，馬里奧卻將這個陰謀告訴里科貝內，拒絕了蒙特的要求。發怒的里科貝內命令馬里奧與殺手约瑟夫·佩杜拉（Joseph Pedulla）和維克托·德盧卡（Victor DeLuca）改殺蒙特，要「...在他們殺死我們之前先殺死他們。」
1982年8月至1984年1月，斯卡爾福因持有槍械而被關押在德薩斯州的一所監獄裡。在此期間，里科貝內開始組建另一個反抗斯卡爾福的幫派。馬里奧、佩杜拉和德盧卡在蒙特停放佳特力汽車附近的一輛貨車裡扎營，等待蒙特出來。幾個小時後，蒙特出現，並開始上他的車。佩杜拉向蒙特開了三槍，將他殺死。後來，他們又試圖謀殺菲利普·泰斯塔的兒子薩爾瓦托雷·泰斯塔，並沒有成功，而這次他們被警方逮捕。他的弟弟馬里奧變成了政府的線人。里科貝內以一級謀殺罪被起訴。在審判中，里科貝內否認參與任何有組織的犯罪，並且稱在斯卡爾福對他們發出帶有死亡威脅的「毫無根據的謠言」中，他試圖阻止三人施行暴力。盡管如此，他還是被判犯謀殺罪，並被判處終身監禁。
2000年，哈里·里科貝內在賓夕凡尼亞州的達拉斯州懲教所因敗血症而去世。

## 來源
- Sifakis, Carl. The Mafia Encyclopedia. New York: Da Capo Press, 2005. ISBN 978-0-8160-5694-1
- Sifakis, Carl. The Encyclopedia of American Crime. New York: Facts on File Inc., 2005. ISBN 978-0-8160-4040-7
- Blood and Honor: Inside the Scarfo Mob - The Mafia's Most Violent Family by George Anastasia, 2004, ISBN 0940159864
- Bureau of Narcotics, U.S. Treasury Department, "Mafia: the Government's Secret File on Organized Crime, HarperCollins Publishers 2007 ISBN 0-06-136385-5